# L'Étendard (train)
Pour les articles homonymes, voir L'Étendard.
L'Étendard était un train express qui reliait Bordeaux-Saint-Jean à Paris-Austerlitz, de 1968 à 1971.
De 1971 à 1984, l'Étendard devient un train Trans-Europ-Express de première classe, qui circulait sur une grande partie de la ligne à la vitesse de 200 km/h.
Mot ayant un double sens, soit drapeau ou signe de ralliement.

## Parcours et arrêts
- 29 septembre 1968 Bordeaux, Angoulême, Poitiers, Saint-Pierre-des-Corps, Paris  (579,3 km)[1].
- 26 septembre 1971 Rentre dans la catégorie des TEE[2], mais ne circule pas les samedis pour le numéro 4 et les dimanches ainsi que les jours de fêtes en ce qui concerne le 5[3].
- 3 juin 1973 Itinéraire en provenance du sud de Bordeaux : Hendaye, Saint-Jean-de-Luz, Biarritz, Bayonne, Dax (811,8 km)[4]. En sens impair arrivée reportée à Irun (813,8 km), mais arrêts supprimés à Poitiers et Saint-Pierre-des-Corps dans le sens pair[3].
- 29 septembre 1974 Arrêt rétabli, sens pair, à Poitiers[5] et composition inversée, la voiture fourgon générateur étant dorénavant placée en queue au départ de Bordeaux afin de faciliter son remplacement en cas de défaillance à Paris dans l'autre sens pour le même motif que l’Aquitaine[3].
- 28 septembre 1975 Suppression de la provenance d'itinéraire Hendaye-Bordeaux et de son prolongement jusqu'à Irun[6]. En sens pair, tracé sans arrêt entre Bordeaux et Paris[3].
- 28 mai 1978 Circulation interrompue de mi-juillet au début de septembre, sauf les dimanches ainsi que les jours de fêtes en ce qui concerne le TEE 4 et les lundis pour le numéro 5 pendant cette période[3].
- 27 septembre 1981 En sens pair, arrêts à Angoulême, Poitiers et Saint-Pierre-des-Corps[7].
- 23 mai 1982 Circulation interrompue de fin juin à début septembre[3].
- 3 juin 1984 TEE supprimé[3].

| TEE 5 | Pays    | Gare                | km  | TEE 4 |
| ----- | ------- | ------------------- | --- | ----- |
| 07:50 | France  | Paris Austerlitz    | 0   | 23:30 |
| ↓     | France  | St Pierre des Corps |     | ↑     |
| 10:00 | France  | Poitiers            | 332 | ↑     |
| 10:49 | France  | Angoulême           | 445 | 20:32 |
| 11:55 | France  | Bordeaux            | 581 | 19:27 |
|       | France  | Dax                 |     |       |
|       | France  | Bayonne             |     |       |
|       | France  | Biarritz            |     |       |
|       | France  | St. Jean de Luz     |     |       |
| 14:11 | France  | Hendaye             | 812 | 17:10 |
| 14:17 | Espagne | Irun                | 816 | ↑     |

## Numérotation
- 29 septembre 1968 Rapide 16 des son premier jour de mise en service et le 15 dans l'autre sens à compter du lendemain jusqu'aux numéros suivants[3]
- 23 mai 1971 Rapide 160-161[3]
- 26 septembre 1971 TEE 4-5[3]
- 3 juin 1984 Rapide 1ère et 2de classe 184-185[8]

## Matériel
- 29 septembre 1968 voitures A9 et d'une A7D type UIC de teinte rouge avec large bande grise à la ceinture identiques à celles qui équipaient Le Capitole, des le 27 mars 1970 à titre d'essai et régulièrement au service d'été du 23 mai 1971[9], "L’Étendard" fut équipé des premières voitures du type Grand Confort[3].
- 26 septembre 1971 Voitures TEE de SNCF, type Grand Confort, 1 jeu comprenant : 1 A4Dt, 3 A8tu, 6 A8u, 1 A3rtu, 1 Vru[3].
- 3 juin 1973 Composition maximale fixée à 10 voitures pour pouvoir circuler à 200 km/h : 1 A4Dt, 2 A8tu, 5 A8u, 1 A3rtu, 1 Vru[3].

Restauration assurée par la CIWLT.

## Histoire
L'Étendard fut lancé en 1968 comme Rapide sur la relation Paris - Bordeaux. En 1971, un autre train, l'Aquitaine, fut lancé sur le parcours de sens inverse (Bordeaux - Paris le matin et vice-versa le soir). La même année, l'Étendard devint un Trans-Europe-Express, destiné à la clientèle d'affaires qui se tournait de plus en plus vers la concurrence aérienne.
L'Étendard empruntait les 579,3 km de la ligne de Paris-Austerlitz à Bordeaux-Saint-Jean de bout en bout. Il circulait tous les matins du lundi au samedi sauf les jours fériés dans le sens Paris - Bordeaux, et tous les soirs du dimanche ainsi que les jours de fêtes jusqu'au vendredi dans le sens Bordeaux - Paris.
De 1973 à 1975, l'Étendard fut amorcé à Hendaye dans le sens Bordeaux-Paris et prolongé à Irun dans l'autre, tous les jours durant l'été et les week-end avec les jours fériés le reste de l'année, mais la réforme du service horaire de cette dernière année avec l'introduction des voitures Corail dès le printemps de celle-ci sur le Réseau SNCF ne permettra plus cette amorce avec la paire de train 4000 et 4001 pour la prolongation qui comprend une tranche avec la ligne de Tarbes avec les mêmes jours de circulations que ce Trans-Europ-Express.
Comme la plupart des autres liaisons Trans-Europe-Express, celle-ci disparut le 2 juin 1984 avec le numéro 4 Bordeaux-Saint-Jean - Paris-Austerlitz tout comme son miroir de sens impair l'Aquitaine le même jour et l'Étendard redevint un Rapide, ouvert aux deux classes dès le service d'été suivant numéros 184/185. A compter du service d'hiver 1990, la mise en service du TGV Atlantique sur la relation Paris - Bordeaux, après l'ouverture de la ligne à grande vitesse Atlantique, marqua la fin de l'Étendard.

## Modélisme ferroviaire
En HO, un coffret du Mistral de la marque Gégé mentionne ce rapide au départ de Bordeaux à partir de la mise depuis sa mise en service puis sous égide TEE et un autre de chez Jouef dans sa collection Prestige sort de 1978 à 1981.
En N, les voitures grand confort TEE sous deux teintes ainsi que les 1ères et 2nde Classes avec les locomotives CC 6500 sortent chez MINITRIX.
Quelques artisans sortent la plaque frontale de celui-ci.